# La Purísima, Michoacán de Ocampo
La Purísima är en ort i Mexiko.   Den ligger i kommunen Taretan och delstaten Michoacán de Ocampo, i den södra delen av landet, 290 km väster om huvudstaden Mexico City. La Purísima ligger 1 009 meter över havet och antalet invånare är 573.
Terrängen runt La Purísima är lite bergig. Runt La Purísima är det ganska glesbefolkat, med 47 invånare per kvadratkilometer. Närmaste större samhälle är Taretán, 3,9 km nordväst om La Purísima. I omgivningarna runt La Purísima växer huvudsakligen savannskog.